# Raúl Montilla Corral
Raúl Montilla Corral (Barcelona, 23 de marzo de 1979) es un periodista y escritor español, autor de libros de ficción de diferente género y de no ficción.

## Biografía
Raúl Montilla nació en Barcelona, aunque se encuentra muy vinculado a las ciudades de Hospitalet de Llobregat y Esplugas de Llobregat, así como a los municipios de Cervelló y Vallirana. Licenciado en Periodismo por la UAB, comenzó su carrera profesional en el año 1998 colaborando con varios medios de comunicación locales metropolitanos de Barcelona como Esplugues Televisió, Ràdio Nou Barris, Sport9 o L'Informatiu de Sants, Hostafrancs i La Bordeta. 
En el año 2000 asumió el área de Cultura del semanario comarcal El Far y comenzó a colaborar de forma esporádica en El País y la Agencia Efe, hasta que a finales del 2001 asumió la corresponsalía en el Bajo Llobregat y Hospitalet de Llobregat del diario El Mundo. En el año 2003 comenzó como corresponsal de la misma área en La Vanguardia. De 2015 hasta 2018 fue redactor de la sección de Política del mismo diario para pasar después a su antigua sección, Vivir (Viure). En abril del año 2022, tras más de 18 años vinculado al rotativo del Grupo Godó, comenzó a trabajar en el Ayuntamiento de Esplugues de Llobregat como responsable del área de Comunicación.
En el año 2020 obtuvo junto a Mané Espinosa (fotografía) y Martí Paola (video), el Primer accésit del IV Premio de Periodismo Aqualia, por el reportaje Barcelona recupera pozos para reducir el uso del agua potable, publicado en La Vanguardia (Vivir) el 18 de diciembre del año 2018.   
Con anterioridad, el 2015 ganó VI Premio de periodismo de la Asociación de Periodistas Agroalimentarios de España (APAE) por el reportaje La ciudad insomne, publicado en La Vanguardia (Vivir) el 1 de noviembre de 2014. En el año 2014 fue finalista del II Premio MasVoz de Periodismo y Telecomunicaciones por el reportaje elaborado junto a Óscar Muñoz La ciudad a la carta, publicado en La Vanguardia (Vivir) el 20 de noviembre de 2013. 
Publicó su primera novela, La ciudad de las tormentas, en el año 2006 tras ser finalista del Premio Letras, aunque su carrera literaria coge impulso tras ganar el I Premio del Certamen Internacional de Novela Histórica Ciudad de Úbeda con una novela coral ambientada en los últimos días de la Guerra Civil en Barcelona titulada El último invierno. Ganador del Premio de Novela Juvenil CEPA de la editorial Tandaia con Vallarana en el año 2016, fue también uno de los semifinalistas del Premio Herralde de Novela dos años antes. Ese mismo año también publicó el libro de no ficción Barcelona de novela que, en tan sólo dos meses, consiguió sumar cinco ediciones.
En noviembre del 2017, con Ediciones B, del grupo Penguin Random House, publica Iceta. El estratega del Partido Socialista, una crónica biográfica sobre el primer secretario del PSC, Miquel Iceta, a través de la cual hace un repaso de los 40 años de historia del PSC, su relación con el PSOE y por extensión la relación Cataluña-España.
En noviembre del 2017, con Ediciones B, del grupo Penguin Random House, publica Iceta. El estratega del Partido Socialista, una crónica biográfica sobre el primer secretario del PSC, Miquel Iceta, a través de la cual hace un repaso de los 40 años de historia del PSC, su relación con el PSOE y por extensión la relación Cataluña-España.
En abril del 2018 participó en la iniciativa Línea K, de Amazon: la creación de una línea de metro de ficción que proponía conocer Barcelona a través de la experiencia de escritores vinculados a la ciudad, así como a su obra literaria. Proyecto en el que también participó Transportes Metropolitanos de Barcelona. Para la ocasión escribió un libro tanto en castellano como en catalán Barcelona Metro Literaria (Barcelona Metro Literària), uno de los pilares de la iniciativa y que los usuarios de la red de metro podían descargar de forma gratuita.
Tres años más tarde, en abril del 2021 fue el finalista del premio de novela policíaca Bellvei Negre, con la novela El lamento del Urco, protagonizada por el comisario Felipe Pereira del Cuerpo Nacional de Policía y la subinspectora de los Mossos, Laura García.

## Obras literarias

### Novela
- Las hijas de la fábrica. Barcelona: Grijalbo, 2024.
- El lamento del Urco. Barcelona: Serial Ediciones, 2021.
- El último invierno. Barcelona: Roca Editorial, 2013.
- La ciudad de las tormentas. Oviedo: Septem Ediciones, 2006.

### Novela Juvenil
- Vallarana. La Coruña: Tandaia, 2016.

### Cuentos y relatos
- Me estás pisando el Chéjov. Barcelona: Espai Literari, 2016 (Antología de relatos sobre librerías).

### No ficción
- Barcelona Metro Literaria / Barcelona Metro Literària. Luxemburgo: Amazon, 2018.
- Iceta. El estratega del Partido Socialista: Ediciones B, 2017.
- Barcelona de novela / Barcelona de novel·la. Barcelona: Editorial Diëresis y Ayuntamiento de Barcelona, 2016.
- Fira de Barcelona. La transformación global /La transformació global / The Global Change. Barcelona: Editorial Diëresis, 2015.

## Premios literarios
- Finalista del V Premio Bellvei Negre de novela negra (2021).
- Ganador del Premio Novela Juvenil CEPA (2016).
- Semifinalista del Premio Herralde de Novela (2014).
- Ganador del I Premio Novela del Certamen Internacional de Novela Histórica Ciudad de Úbeda (2012).
- Finalista del Premio Letras de la editorial Septem (2006).
- Finalista del X Premio Ateneo Joven de Sevilla (2005).